# Triplophysa eugeniae
Triplophysa eugeniae är en fiskart som beskrevs av Prokofiev 2002. Triplophysa eugeniae ingår i släktet Triplophysa och familjen grönlingsfiskar. Inga underarter finns listade i Catalogue of Life.